# Hervé Liffran
Hervé Liffran est un journaliste français né le 19 avril 1956.

## Biographie
Il est journaliste depuis 1985 et au Canard enchaîné depuis 1989. En juillet 1979, il a fait partie des fondateurs du Comité d’urgence anti-répression homosexuelle (CUARH). 
Après le dépôt d'une plainte de François Fillon contre Le Canard enchaîné, il est entendu par la police le 11 mai 2017 à la demande du  procureur de Paris. La plainte – qui faisait suite à un nouvel article du Canard sur l'affaire dite des emplois fictifs de Penelope Fillon – était basée sur l'article L97 du Code électoral, qui réprime « ceux qui, à l'aide de fausses nouvelles, bruits calomnieux ou autres manœuvres frauduleuses, auront surpris ou détourné des suffrages ». La plainte sera classée sans suite, fin novembre 2017, par le parquet de Paris qui déclarera dans une lettre adressée aux avocats de François Fillon et du Canard enchaîné que les faits décrits par l'hebdomadaire satirique avaient été pleinement confirmés par l'enquête.

## Ouvrages
- Hervé Liffran, Les Paris de Chirac, Ramsay, coll. « Document », 1988 (ISBN 978-2-85956-720-0).
- Hervé Liffran et Alain Guédé, La Razzia : Enquête sur les fausses factures et les affaires immobilières du RPR, Stock, 1995 (ISBN 978-2-234-04550-7).
- Hervé Liffran et Alain Guédé, Péril sur la chiraquie, Stock, 1996 (ISBN 978-2-234-04699-3).